# Crușovița
Crușovița – wieś w Rumunii, w okręgu Caraș-Severin, w gminie Sichevița. W 2011 roku liczyła 41 mieszkańców. 